# Иностранные подводные лодки в территориальных водах Швеции

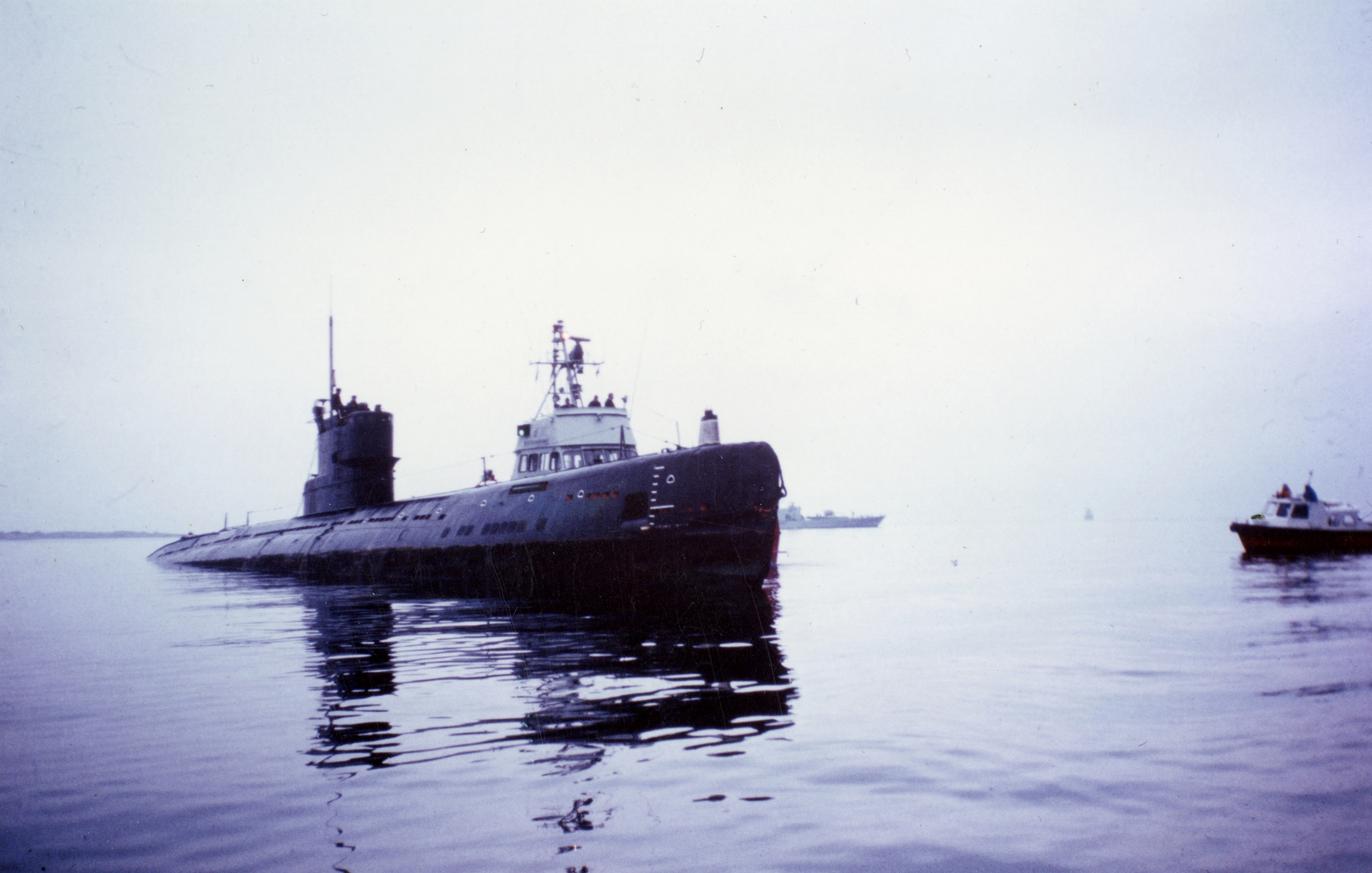
С-363 на мели у шведского берега, 1981 год

В заключительной фазе Холодной войны были отмечены многократные нарушения территориальных вод Швеции иностранными подводными лодками. В последние годы данная тема снова стала актуальной, благодаря новым документам.

## Иностранные подводные лодки в территориальных водах Швеции
В первые годы после второй мировой войны отмечалась незначительная активность иностранных (в оригинале англ. by foreign (Russian) submarines — дословно: иностранных (русских) подводных лодок) подводных лодок: обнаружение было неустойчивым; сразу после обнаружения лодка меняла курс и контакт терялся. В связи с коротким временем контакта определить национальную принадлежность лодок по шумам винтов также не представлялось возможным. К началу 1980-х годов ситуация резко изменилась. Обнаруженные лодки больше не уходили от наблюдения после их обнаружения. Предположительно потому, что в 1980 году противолодочные средства Швеции состояли из малых катеров и вертолётов и не могли ничего противопоставить подводным лодкам.

### Список основных инцидентов
- 1962 год. Во время учений сонарами и гидрофонами севернее Форё (швед. Fårö) близ острова Готланд (швед. Gotland) обнаружена подводная лодка. После обнаружения она была атакована глубинными бомбами и только после этого ушла в нейтральные воды.[2]

- Осень 1969 года. Во время манёвров у побережья Норрланда шведская подводная лодка Springaren вошла в контакт с иностранной подводной лодкой, которая после обнаружения покинула территориальные воды Швеции.[3]

- 1974 год. У города Каппелхамнсвикен (швед. Kappelhamnsviken) острова Готланд береговая охрана обнаружила перископ подводной лодки. На перехват вышел эсминец королевского флота, который зафиксировал выход подводной лодки в нейтральные воды.[2]

- Осень 1976 года. Во время манёвров у берегов Стокгольмского архипелага была замечена советская подводная лодка проекта 613, обозначившая себя в нейтральных водах кратковременным включением радара. Дальнейшие наблюдения за ней показали вход подводной лодки в территориальные воды Швеции. Были записаны шумы винтов лодки. В момент прибытия к месту эсминцев и противолодочных вертолётов лодка, увеличив скорость, ушла в международные воды.[4]

- 18 сентября — 6 октября 1980 года. Шведский военный буксир Ajax обнаружил рубку подводной лодки неподалёку от острова Утё Стокгольмского архипелага. Были вызваны ударные вертолёты, которые произвели предупредительные выстрелы в сторону подводной лодки. Подводная лодка не покинула территориальные воды Швеции и охота за ней продолжалась ещё несколько недель, во время которых её периодически обнаруживали.[2][5]

- 27 октября 1981 года. Инцидент с U-137 (именно под таким именем западная пресса сообщала о советской подводной лодке проекта 613 С-363 с бортовым номером 137).[6]

- 1 октября — 13 октября 1982 года. Инцидент в Харсфиорде (швед. Hårsfjärden). Чтобы предотвратить вторжения иностранных подводных лодок в территориальные воды Швеции были установлены многочисленные ловушки в виде минных полей и сенсоров. При обнаружении входа иностранной субмарины ВМС Швеции приводились в боевую готовность и приступали к силовым операциям. В указанный период было сброшено 44 глубинных бомбы, кроме того сдетонировало 4 якорные мины. Впоследствии выяснилось, что бомбардировки были безуспешными: либо лодка их избежала, либо она покинула территориальные воды Швеции ещё в самом начале силовой акции. События вызвали экстренное заседание в парламентской комиссии Швеции, которая обвинила во вторжении Советский Союз, что вызвало политическую напряжённость в отношениях СССР и Швеции. Последующие исследования показали, что за шумы винтов подводной лодки могли быть приняты шумы гражданского судна.[7] Сейчас происшествие 27-ми летней давности снова обсуждается, благодаря публикации норвежского исследователя Ола Тунандера (норв. Ola Tunander) «Секретная война против Швеции: американо-британский обман 80-х».[8] В прессе также публикуются статьи о том, что вторжения осуществляли подводные лодки блока НАТО.[9]

- 4 мая 1983 года. По факту детонации якорных мин севернее города Лулео (швед. Luleå) во фьорде Тёрефьёрд (швед. Törefjärden) Ботнического залива высказано предположение о входе подводной лодки в территориальные воды Швеции.

- Май 1983 года. Охота за подводной лодкой в районе города Сундсвалль (швед. Sundsvall). Вертолёты установили контакт с иностранной подводной лодкой, но не смогли атаковать её из-за присутствия гражданских журналистов в зоне.[10]

- Лето 1983 года. Охота за подводной лодкой в Тёрёвикен (швед. Töreviken).

- Август 1983 года. Охота за подводной лодкой в бухте Карлскруна и одноименном архипелаге. Бомбардировка глубинными бомбами непосредственно в бухте базы ВМС Швеции.

- 9 февраля — 29 февраля 1984 года. Ещё один поиск подводной лодки в бухте Карлскруна. Использованы 22 глубинные бомбы.

- Начало лета 1986 года. В Клинтехамсвекене (швед. Klintehamnsviken) на острове Готланд отмечено «погружение под воду мистического объекта». Исследования морского дна показали наличие колеи подводного транспортного средства длиной порядка 1100 метров.

- Июнь 1987 года. Ещё одна охота за подводной лодкой во фьорде Тёрефьёрд.

- Лето 1987 года. Во время обследования магнитными детекторами массивных объектов минного поля у города Каппелхамнсвикен (швед. Kappelhamnsviken) острова Готланд, военные обнаружили чёткие следы подводного транспортного средства.

- Начало лета 1988 года. Предположительно иностранная подводная лодка обнаружена в бухте Ховригебуктен (швед. Hävringebukten) в районе Окселёзунда (швед. Oxelösund). Записаны шумы винтов и продувки балластных цистерн.

- Во время испытаний новейшей шведской подводной лодки на скорость и шумность[когда?], вертолёт противолодочной авиации, отслеживающий её сонаром, обнаружил вторую подводную цель. Чтобы проверить, является ли второй объект помехой, шведской субмарине был отдан приказ на всплытие. Второй объект на большой скорости прошёл под килем шведской субмарины. Испытания проходили неподалёку от базы ВМС Швеции в Стокгольме. В течение последующих двух недель приведённые в состояние боевой готовности войска шведского королевства периодически вступали в акустический контакт с иностранной подводной лодкой.[1]

- 19 октября 2014 года прошла пресс-конференция, где контр-адмирал Андерс Гренстад (Anders Grenstad) заявил, что в стокгольмском архипелаге «вероятно ведётся иностранная подводная деятельность». Это может быть подводная лодка, мини-подлодка или водолазы, пояснил он. Министр обороны Петер Хульквист (Peter Hultqvist) созывает экстренное заседание Комитета по вопросам обороны Риксдага 20 октября.[11]

### Мнения сторон, версии событий
Существует как минимум три версии событий:
1. версия западного блока (стран НАТО);
2. версия СССР (стран Варшавского договора);
3. альтернативная версия неправительственных аналитических организаций.

Версия западной прессы однозначно говорит об агрессии Советского Союза в отношении нейтрального соседа.
Версия Советского Союза однозначна и неизменна: подводные лодки СССР патрулируют нейтральные воды и не вторгаются в территориальные воды Швеции. Происшествие с С-363 связано с отказом навигационного оборудования.
В последние годы появилась альтернативная версия, которая широко обсуждается в шведской прессе и политических кругах. Наряду с объективными доказательствами наличия иностранных подводных лодок в территориальных водах Швеции (такими, как следы гусениц на дне или наиболее очевидный случай с С-363) существуют доказательства косвенные (запись радаров, сенсоров, показания свидетелей, сообщения разведки), которые могут даже не соответствовать действительности (см. события 1—13 октября 1982 года, описанные выше).
В результате нет полной уверенности не только в нарушении советскими подводными лодками границ Швеции, но даже в том, что какие-либо подводные лодки вообще её нарушали. В последнее время в прессе появились предположения, что подводные лодки НАТО ответственны за наибольшее количество широко известных вторжений. Дальнейшие дебаты велись уже о том, что Швеция нарушила условия нейтралитета, позволив лодкам стран НАТО беспрепятственно и безнаказанно уходить из шведских территориальных вод. Существуют также спекуляции на тему записанных шумов якобы подводных лодок. Скептики утверждают, что шумы не имеют ничего общего с подводными лодками. Что они имеют либо природное происхождение (звуки прибоя, звуки морских животных, китов), либо гражданских судов.
Несмотря ни на что, события более чем двадцатилетней давности по прежнему формируют внешнюю политику Швеции и периодически вызывают серьёзные дебаты в политических и военных кругах.